# 317
317 је била проста година.

## Догађаји
- Лициније признаје Константина као старијег цара и погубљује Валерија Валента.
- Шеснаест краљевстава: Јингвен (касније Јуан од Џина) бежи са остацима династије Ђин и племићких породица на југ. Он насљеђује цара Мина од Ђина као првог владара источне династије Јин и одлучује да Јианканг учини својом новом престолницом.
- Најраније историјски потврђено спомињање чаја је забележено, иако су Кинези пили напитак вековима пре тога.

### Март
- 1. март – Цар Константин Велики и савладар Лициније своје синове Криспа, Константина II и Лицинија II уздижу у цезаре. После оваквог уређења Константин влада Панонијом и Македонијом и оснива своју резиденцију у Сирмијуму, одакле припрема поход против Гота и Сармата.